# Prudencio Sereñana y Partagás
Prudencio Sereñana y Partagás (1841-1902) fue un médico y académico español.

## Biografía
Nacido el 31 de agosto de 1841 en la localidad leridana de Borjas Blancas, tomó el título de bachiller en Artes en Huesca, el de licenciado en medicina y cirugía en la Universidad literaria de Barcelona y el de doctor en Madrid. Desempeñó primero el cargo de médico higienista del Gobierno civil de Barcelona, desde 1887 hasta 1890 el de médico auxiliar del Hospital de Santa Cruz, y en 1889 fue nombrado médico de la Beneficencia municipal. Fue miembro correspondiente de la Real Academia de medicina y cirugía de Barcelona, de la Societé Royale de Medicine publique de Belgique, de la de Higiene de París, de la de Sanidad pública de San Petersburgo, socio residente de la económica barcelonesa de amigos del país y corresponsal de las de Cádiz y Málaga. Dirigió los periódicos médicos La Clientela y El Escrutador de la Higiene y fue redactor jefe de La Independencia Médica y de la Revista Frenopática Barcelonesa.
Entre sus obras se encontraron títulos como La prostitución en la ciudad de Barcelona estudiada como enfermedad social (1882), Estética de los manicomios y condiciones que deben tener estos establecimientos para el mejor tratamiento de las enfermedades mentales (1884), La sifílis matrimonial (1887), El chancro infectante de los genitales en la meretriz en sus relaciones con la etiología sifilítica (1889) y Alimentación del niño durante los primeros años de la vida (1889), además de traducciones de varios estudios de Tardieu de temas como el aborto, los delitos contra la honestidad, el colgamiento, la estrangulación, la sofocación y la locura, entre otros. Fallecido el 19 de marzo de 1902, era primo de Juan Giné y Partagás.